# Walter Müller (Politiker, 1943)

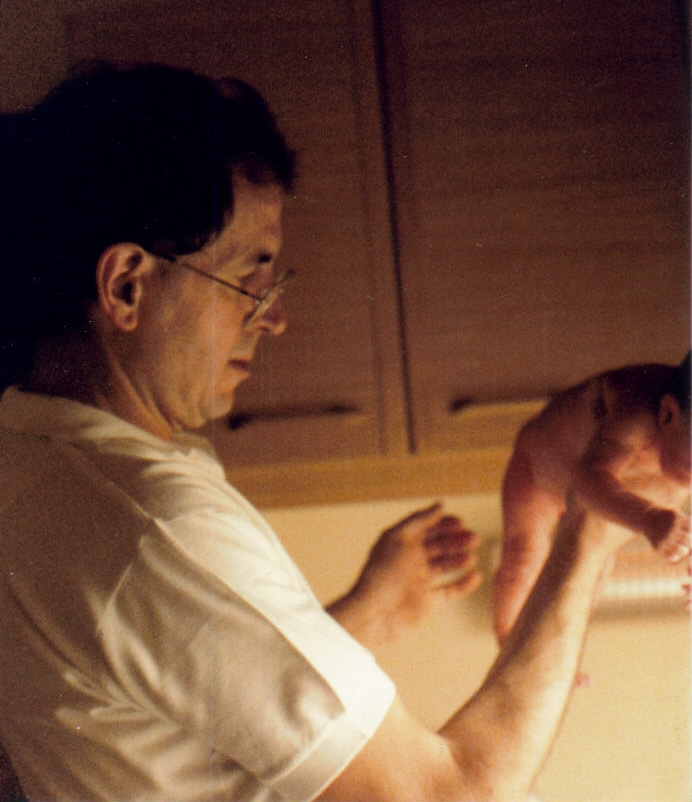
Walter Müller in Schwäbisch Hall (1989)

Walter Müller (* 3. September 1943 in Schwäbisch Hall) ist ein deutscher Arzt und Politiker (SPD).

## Leben und Beruf
Müller studierte nach dem Abitur in Schwäbisch Hall bis 1970 Medizin an der Universität Heidelberg. Anschließend absolvierte er die Ausbildung zum Facharzt für Frauenheilkunde und Geburtshilfe. 1966 gründete Müller zusammen mit weiteren Heidelberger Studenten in Schwäbisch Hall den Club Alpha 60, ein noch heute bestehendes soziokulturelles Zentrum. 1976 ließ er sich als Frauenarzt in Schwäbisch Hall nieder. Dort engagierte er sich auch in der Arbeiterwohlfahrt und wurde deren Vorsitzender. Müller ist verheiratet und hat drei Kinder.

## Politik
Müller trat 1969 der SPD bei. Von 1980 bis 1996 war er Mitglied des Gemeinderats von Schwäbisch Hall. Bei den Wahlen 1984 und 1988 erhielt er jeweils die meisten Stimmen. Von 1992 bis 2001 war er Abgeordneter im Landtag von Baden-Württemberg. Er vertrat dort das Zweitmandat des Wahlkreises 22 Schwäbisch Hall und war gesundheits- und suchtpolitischer Sprecher der SPD-Landtagsfraktion.